# Île d’Orléans
Die Île d’Orléans ist eine Insel im Südosten der kanadischen Provinz Québec. Sie liegt im Mündungsbereich des Sankt-Lorenz-Stroms, etwa fünf Kilometer nordöstlich der Provinzhauptstadt Québec. Nach der Île de Montréal ist sie die zweitgrößte Insel im Strom.

## Geographie
Die 191,78 km² große Insel ist etwa 34 km lang und acht Kilometer breit. Während die Küste der Insel relativ steil abfällt, besteht das Innere aus einer durchwegs flachen Ebene, deren zentraler Teil bewaldet ist. Der Boden ist fruchtbar und wird landwirtschaftlich intensiv genutzt. Der höchste Punkt mit 151 Metern liegt im Süden der Insel. An der Nordspitze befindet sich ein ausgedehntes Watt.
Auf der Insel liegen sechs Gemeinden mit insgesamt rund 7000 Einwohnern, die zusammen die regionale Grafschaftsgemeinde L’Île-d’Orléans bilden. Die Pont de l’île d’Orléans, eine Hängebrücke mit einer Gesamtlänge von 4,43 km, stellt die Verbindung zur Stadt Québec her. Gegenüber der Südspitze befindet sich der Montmorency-Fall.

## Geschichte
Die Huronen nannten die Insel ursprünglich Minigo. Der französische Forscher Jacques Cartier erreichte sie erstmals 1535 und nannte sie wegen der vielen dort wild wachsenden Reben Île de Bacchus. Doch am 6. Mai 1536 benannte er sie in Île d’Orléans um, zu Ehren des Herzogs von Orléans, dem Sohn von König Franz I.
Aufgrund ihrer günstigen Lage gehörte die Île d’Orléans ab 1636 zu den ersten Regionen Québecs, die von französischen Kolonisten (hauptsächlich aus der Normandie und dem Poitou) besiedelt wurden. Nachdem die ersten Siedler 1656 bei einem Überfall der Irokesen getötet worden waren, begann 1660 die Wiederbesiedlung.
1759 wurde die Insel von britischen Truppen besetzt und geplündert, von den 350 Höfen blieben nur drei unversehrt. Diese dienten vor der Schlacht auf der Abraham-Ebene als Ausgangsbasis für die Eroberung der Stadt Québec durch General James Wolfe. Seit 1935 ist die Insel über eine Hängebrücke mit dem Festland verbunden; zuvor bestand lediglich eine Fähre.
Heute beruht die Wirtschaft hauptsächlich auf der Landwirtschaft (Weizen- und Maisanbau, Weinbau, Produktion von Apfelwein, Tierhaltung). Ebenfalls eine bedeutende Rolle nimmt der Tourismus ein; viele Einwohner der Stadt Québec besitzen Wochenendhäuschen auf der Insel oder gehen segeln.

## Bilder

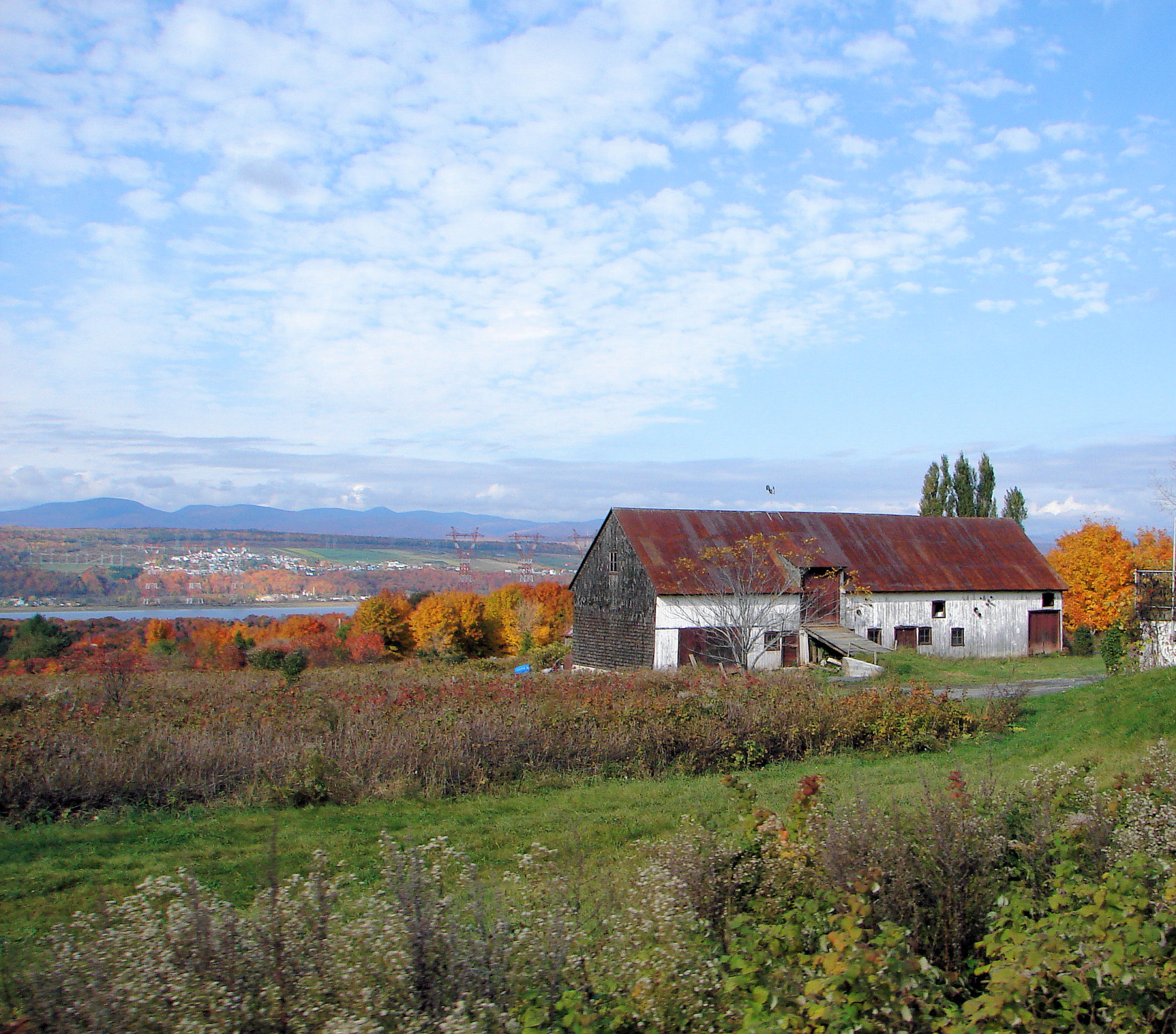
Blick auf den nördlichen Arm des Sankt Lorenz
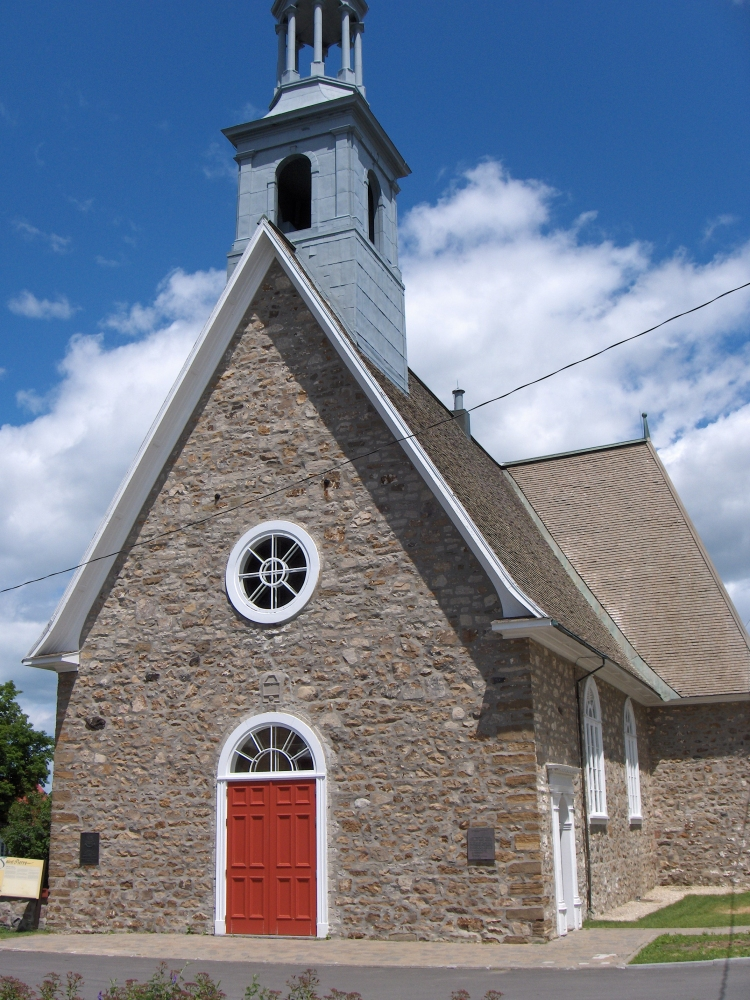
Kirche von Saint-Pierre (erbaut 1717)
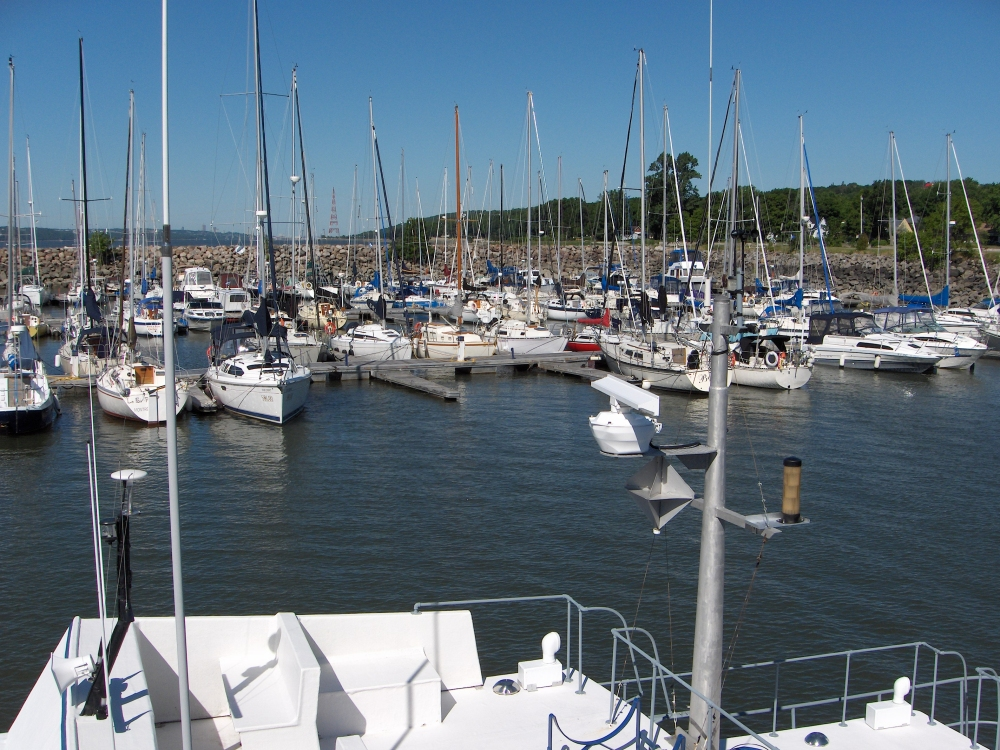
Segelhafen von Saint-Laurent
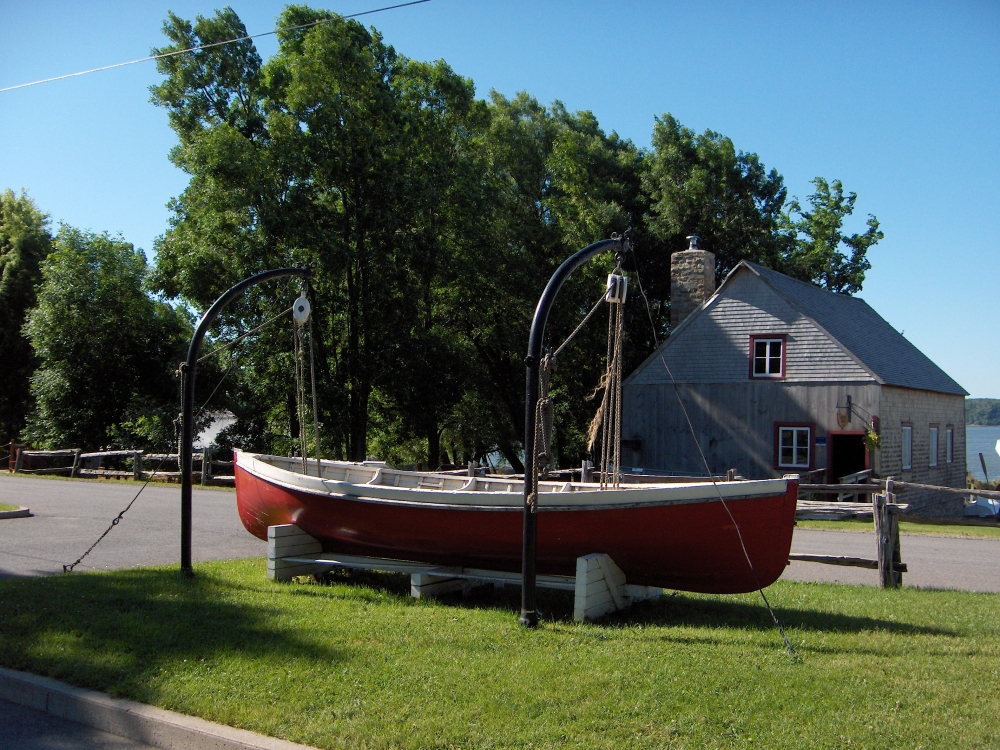
Bootsmuseum in Saint-Laurent
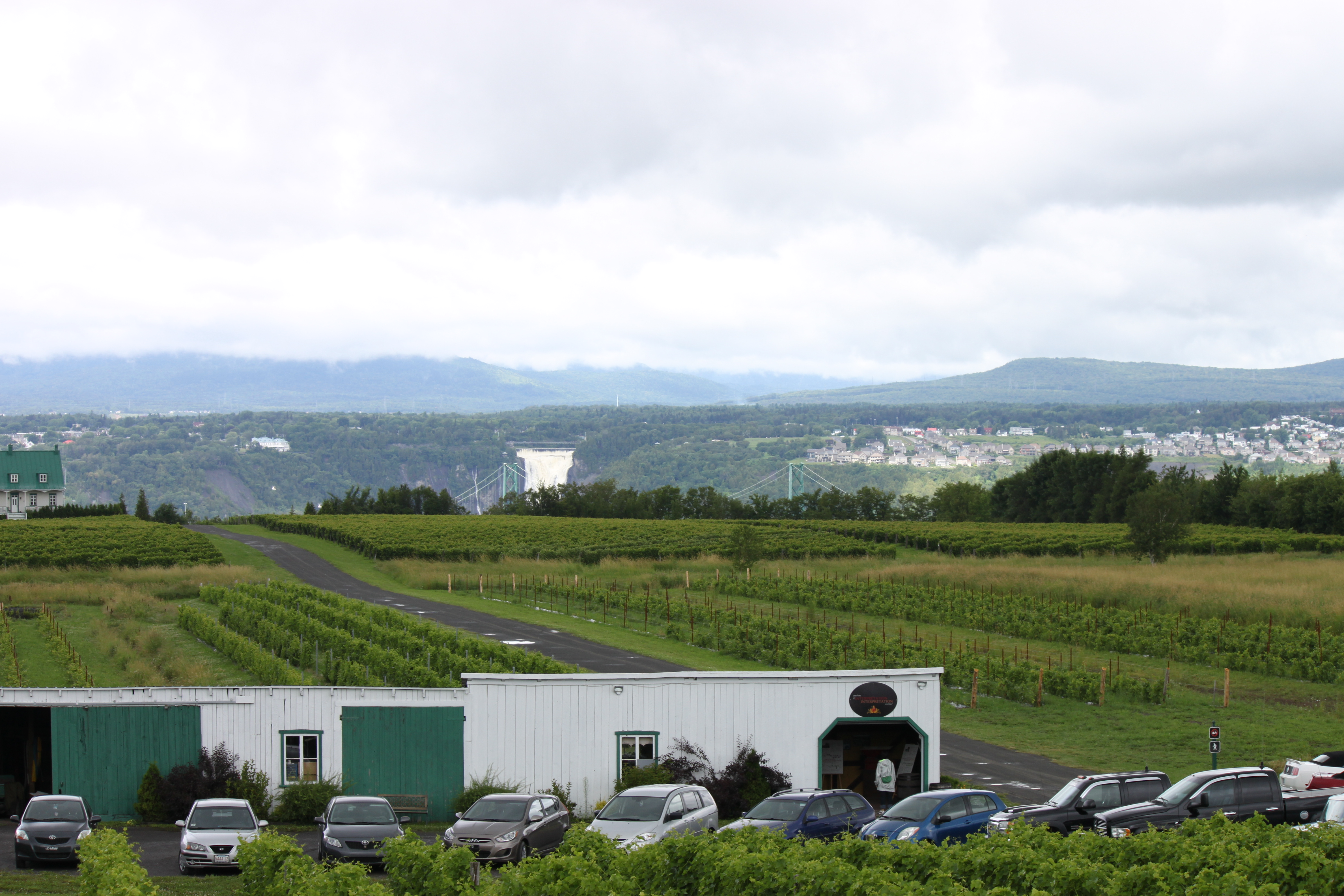
Die Île d’Orléans mit der Pont de l'Île d’Orléans im Hintergrund